# Wie een kuil graaft voor een ander
Wie een kuil graaft voor een ander is een hoorspel van Rodney Wingfield. Cleft Stick werd op 19 december 1973 door de BBC uitgezonden en in 1974 onder de titel In der Falle door de Süddeutscher Rundfunk. Aya Zikken vertaalde het en de TROS zond het uit op woensdag 24 november 1976, van 23:00 uur tot 23:55 uur. De regisseur was Tom van Beek.

## Rolbezetting
- Marijke Merckens (Joan Marlowe)
- Hans Veerman (John Marlowe)
- Ab Abspoel (brigadier Jennings)
- Onno Molenkamp (inspecteur Bishop)
- Carol van Herwijnen (David Anakin)
- Jacques Fortuné (politieagent)

## Inhoud
Eerst schiet Joan ‘s nachts in het bos een man neer, volgens haar eigen zeggen uit zelfverdediging.
Haar omzichtige echtgenoot zoekt naar het moordwapen en botst in deze eenzame omgeving op de politie.
Joan liegt dat ze in het bos geweest is en krijgt hulp van bevriend advocaat. Inspecteur Bishop is echter slechts in één ding geïnteresseerd: In de eigen ironische commentaren over zijn onvolmaaktheid…